# 有齿帕图螺
有齿帕图螺(学名:Partula dentifera)是法属波利尼西亚社会群岛特有及野外绝灭的一种蜗牛。它们的野外种群在19世纪80年代因为玫瑰蜗牛的入侵而消失。于1994年和2000年的调查亦未能在野外发现它们的活体。